# Hana-Rawhiti Maipi-Clarke

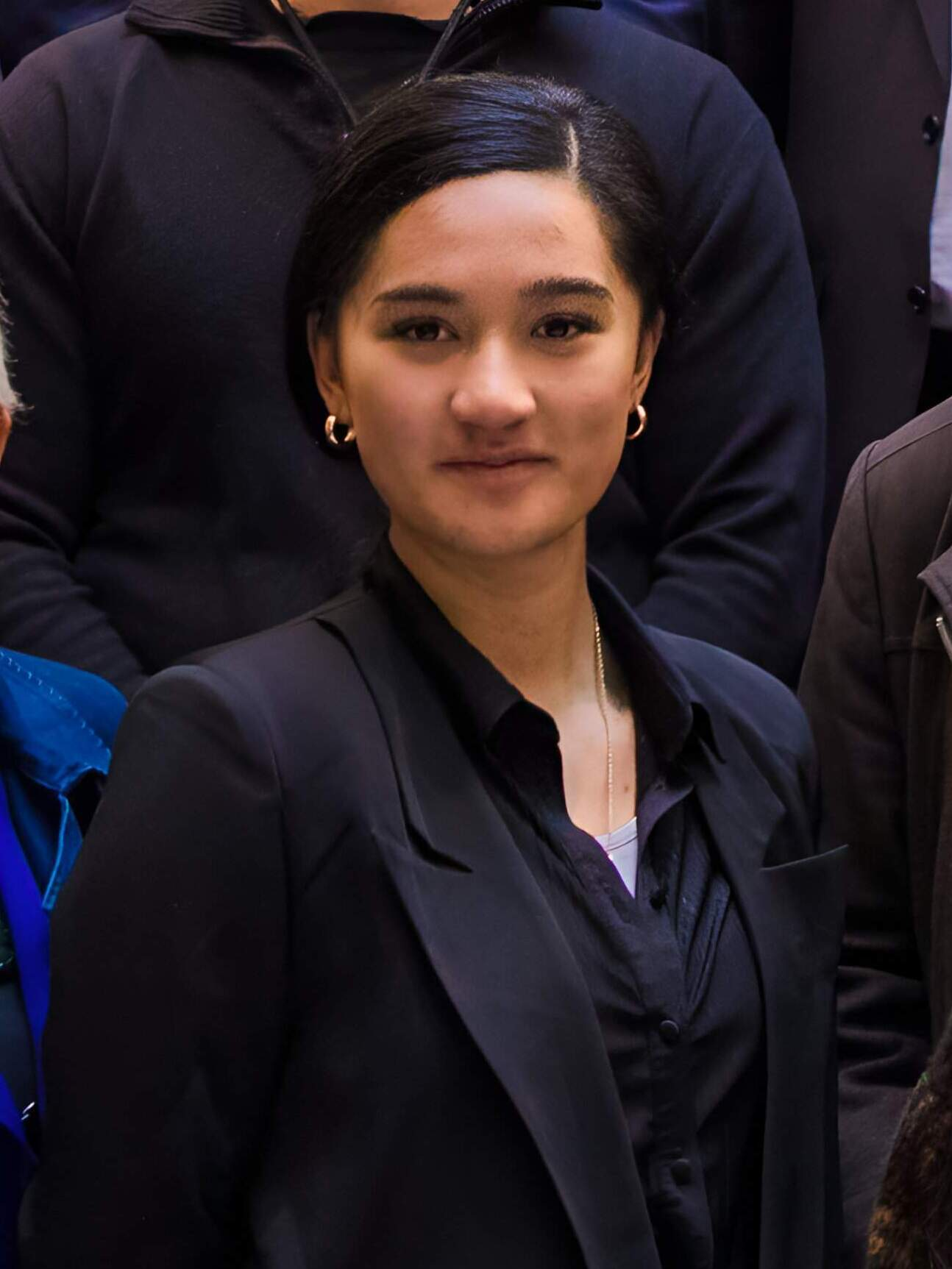
Hana-Rawhiti Maipi-Clarke (2024)

Hana-Rawhiti Kareariki Maipi-Clarke (geboren im September 2002) ist eine neuseeländische Politikerin. Sie wurde bei der Parlamentswahl in Neuseeland 2023 für die Maori Party zur jüngsten Abgeordneten im Repräsentantenhaus seit mehr als 170 Jahren gewählt. Internationales Aufsehen erregte sie im Dezember 2023 mit ihrer ersten Rede im Parlament, die sie mit einem Haka begann, und im November 2024, als sie erneut mit einem Haka gegen einen Gesetzesvorschlag zur Neuinterpretation des Vertrags von Waitangi protestierte.

## Leben und Wirken
Hana-Rawhiti Maipi-Clarkes Vorfahren gehörten den Iwi Ngāpuhi, Ngāti Porou, Te Atiawa und Ngāi Tahu an. Ihr Großvater Taitimu Maipi attackierte 2018 im Rahmen der Proteste infolge des Todes von George Floyd eine mittlerweile entfernte Statue von John Fane Charles Hamilton in der nach ihm benannten Stadt Hamilton mit roter Farbe und einem Hammer. Hamilton war ein britischer Marineoffizier, der bei einer Schlacht der Neuseelandkriege gegen die Maori den Tod fand. Maipis Protest richtete sich nicht nur gegen die Ehrung Hamiltons mit einer Statue. Er forderte auch die Umbenennung mehrerer nach britischen Offizieren benannter Straßen, und dass die Stadt Hamilton ihren Maori-Namen Kirikiriroa zurückerhält.
Hana Te Hemara (1940–1999) war Maipi-Clarkes Großtante. Sie war um 1970 eine Mitbegründerin der Aktivistengruppe Ngā Tamatoa und setzte sich für den Erhalt der maorischen Sprache und Kultur ein. Eine Petition für den Schulunterricht der maorischen Sprache mit 30.000 Unterstützern, die sie am 14. September 1972 mit weiteren Aktivisten dem neuseeländischen Parlament überreichte, führte zunächst zu einem jährlichen Aktionstag und 1975 zu der jährlichen Aktionswoche Te Wiki o te Reo Māori (Maori Language Week). Hana Rawhiti Maipi-Clarke ist eine direkte Nachfahrin von Wiremu Katene, der von 1871 bis 1875 und 1887 Mitglied des Repräsentantenhauses sowie von 1872 bis 1876 als erster Maori Mitglied des Executive Council of New Zealand war.
Maipi-Clarke besuchte die Schule Te Wharekura o Rakaumangamanga in Huntly, einer Stadt im Waikato District der Region Waikato auf der Nordinsel von Neuseeland. Als Jugendliche besuchte sie eine Veranstaltung über Matariki mit Rangi Mātāmua, Professor für Mātauranga Māori, der an der Massey University mit dem Forschungsschwerpunkt Astronomie der Maori lehrt, und weiteren Experten für die Seefahrt und die Astrologie der Maori. Sie beschäftigte sich intensiv mit dem Thema und veröffentlichte mit 17 Jahren ein Buch über maramataka, den Mondkalender der Maori, und die davon abgeleitete Astrologie. Die Arbeit war herausfordernd, weil Details des Mondkalenders sich von Iwi zu Iwi unterscheiden, mit etwa 400 Varianten.
Am 14. September 2022, dem 50. Jahrestag der Petition für den Schulunterricht in maorischer Sprache, hielt Maipi-Clarke auf dem Rasen vor dem neuseeländischen Parlamentsgebäude eine Rede. Sie sprach über die Wirkung des Verlustes der eigenen Sprache auf ihre Whānau. Dabei wies sie auch drauf hin, wie erstaunt ihre Großmutter darüber wäre, dass ihre Enkelin heute vor dem Parlament auf Maori spricht. Nach ihrer Rede wurde sie von mehreren Parteien umworben.
Im Juni 2023 wurde sie von der Maori Party für den Wahlkreis Hauraki-Waikato zur Kandidatin bei den anstehenden Parlamentswahlen bestimmt. Maipi-Clarkes Vater Potaka Maipi, ein Fernsehproduzent, war ebenfalls in die engere Wahl gekommen. Die Partei entschied sich jedoch für die jüngere Kandidatin.
Im Vorfeld der Wahl, im September 2023, wurde nach Angaben ihrer Partei zweimal in die Wohnung Maipi-Clarkes eingebrochen. Dabei soll auch ein Drohbrief hinterlassen worden sein. Nur eine Woche später gab John Tamihere, einer der Vorsitzenden der Maori Party, eine Erklärung ab, der zufolge erneut in Maipi-Clarkes Wohnung eingebrochen worden sei. Als Täter benannte er einen „wohlbekannten“ Anhänger und Unterstützer der konservativen New Zealand National Party. Tamihere bezeichnete die Übergriffe gegen Maipi-Clarke als rassistisch motiviert und beklagte die Untätigkeit der Polizeibehörden, die diese Angriffe nicht ernst nehmen würden. Zugleich beschuldigte er die New Zealand National Party und ACT New Zealand der Anstiftung zum Rassenhass. Vertreter beider Parteien wiesen die Anschuldigungen zurück.
Bei der Parlamentswahl am 14. Oktober 2023 verwies Maipi-Clarke mit 8825 Stimmen für die Maori Party die in den Umfragen favorisierte langjährige Abgeordnete und amtierende Außenministerin Nanaia Mahuta (New Zealand Labour Party, 7459 Stimmen) auf den zweiten Platz. Ihren Wahlsieg kommentierte sie mit den Worten „Wir sind wieder hier und werden niemals wieder unterdrückt werden“ (We are here again and never will we be oppressed again).
Während der Vereidigung als Abgeordnete stellte Maipi-Clarke – wie die anderen Abgeordneten der Maori Party – ihrem Treueeid gegenüber dem Souverän Charles III. einen Eid auf die Traditionen der Maori und auf den Vertrag von Waitangi voran. Als einzige Abgeordnete ergänzte sie ihren Eid mit einer Ehrung des Königs Tūheitia Potatau Te Wherowhero VII. Seit dem 6. Dezember 2023 ist sie Mitglied des Ausschusses für Maori-Angelegenheiten im Repräsentantenhaus.
Im Dezember 2023 begann Maipi-Clarke ihre Antrittsrede im Parlament mit einem Haka. Anschließend kritisierte sie die seit Ende November amtierende Koalitionsregierung aus New Zealand National Party, ACT New Zealand und der rechtspopulistischen New Zealand First dafür, dass sie seit 14 Tagen ihre ganze Welt als Maori aus allen Richtungen attackiere. Beispielhaft nannte sie die Politik der Regierung in den Bereichen Gesundheit, Umwelt, Wasserversorgung, Landwirtschaft, natürliche Ressourcen, Kinder und Förderung der maorischen Sprache.
Im November 2024 protestierte Hana-Rawhiti Maipi-Clarke, mit weiteren Abgeordneten, mit einem Haka gegen ein Gesetz (Treaty Principles Bill) welches ihrer Meinung nach die Recht der Maori eingeschränkt hätte. Dafür wurde sie im Juni 2025 für 7 Tage vom neuseeländischen Parlament suspendiert.
In ihrer politischen Arbeit stehen die Rechte der Maori im Vordergrund. Daneben engagiert sie sich in den Bereichen Familie und Bildung. Sie unterstützt die Forderung nach einer Absenkung des Wahlalters bei Kommunalwahlen auf 16 Jahre. Das Wahlrecht für Jugendliche sollte aber von politischer Bildung begleitet werden. In Bezug auf die LGBTQ-Gemeinschaft und ethnische Minderheiten sieht sie eine Unterrepräsentierung in den politischen Institutionen Neuseelands. Den anderen Parteien fehle es an Aufmerksamkeit gegenüber diesen Gruppen und gegenüber dem Klimawandel.